# 1962 no cinema

## Eventos
- 9 de abril - Na entrega dos Óscares da Academia relativos aos filmes estreados em 1961, o grande vencedor é o filme West Side Story, de Robert Wise, vencedor de dez prémios, entre os quais os de Melhor Filme, Melhor Atriz Coadjuvante (Rita Moreno) e Melhor Ator Coadjuvante (George Chakiris). Sasom i en spegel, de Ingmar Bergman, vence na categoria de Melhor Filme Estrangeiro.
- 23 de maio - A película O pagador de promessas (filme), do brasileiro Anselmo Duarte, obtém a Palma de Ouro da 15ª edição do Festival de Cannes.
- 10 de dezembro - Estreia mundial, em Londres, do filme Lawrence of Arabia, de David Lean, um dos maiores sucessos comerciais da década de 1960.

## Principais filmes produzidos
- Advise & Consent, de Otto Preminger, com Henry Fonda, Charles Laughton e Don Murray
- El ángel exterminador, de Luis Buñuel
- Barravento (filme), de Glauber Rocha, com Antônio Pitanga
- Birdman of Alcatraz, de John Frankenheimer, com Burt Lancaster, Karl Malden e Telly Savalas
- Boccaccio 70, colectivo de Vittorio De Sica, Federico Fellini, Luchino Visconti e Mario Monicelli
- Os Cafajestes, de Ruy Guerra, com Jece Valadão e Norma Bengell
- Cape Fear, de J. Lee Thompson, com Gregory Peck e Robert Mitchum
- Le caporal épinglé, de Jean Renoir, com Jean-Pierre Cassel e Claude Brasseur
- Cléo de 5 à 7, de Agnès Varda
- Dr. No, de Terence Young, com Sean Connery e Ursula Andress
- L'eclisse, de Michelangelo Antonioni, com Alain Delon e Monica Vitti
- Hatari!, de Howard Hawks, com John Wayne
- Ivanovo Detstvo, de Andrei Tarkovski
- Jules et Jim, de François Truffaut, com Jeanne Moreau e Oskar Werner
- Lawrence of Arabia, de David Lean, com Peter O'Toole, Omar Sharif e Anthony Quinn
- Lolita, de Stanley Kubrick, com James Mason, Shelley Winters e Peter Sellers
- Long Day's Journey into Night, de Sidney Lumet, com Katharine Hepburn, Ralph Richardson e Jason Robards
- Mamma Roma, de Pier Paolo Pasolini, com Anna Magnani
- The Man Who Shot Liberty Valance, de John Ford, com James Stewart, John Wayne e Vera Miles
- Mutiny on the Bounty, de Lewis Milestone, com Marlon Brando e Trevor Howard
- Nattvardsgästerna, de Ingmar Bergman, com Ingrid Thulin, Gunnar Björnstrand e Max von Sydow
- Nóz w wodzie, de Roman Polanski
- O Pagador de Promessas, de Anselmo Duarte, com Leonardo Vilar, Glória Menezes e Dionísio Azevedo
- Phaedra, de Jules Dassin, com Melina Mercouri, e Anthony Perkins
- Le procès, de Orson Welles, com Anthony Perkins, Jeanne Moreau e Romy Schneider
- Procès de Jeanne d'Arc, de Robert Bresson
- Il sorpasso, de Dino Risi, com Vittorio Gassman e Jean-Louis Trintignant
- Tender is the night, de Henry King, com Jennifer Jones, Jason Robards e Joan Fontaine
- Vivre sa vie, de Jean-Luc Godard, com Anna Karina
- What Ever Happened to Baby Jane?, de Robert Aldrich, com Bette Davis e Joan Crawford

## Nascimentos
| Data            | Nome                     | Profissão                  | Nacionalidade           | Observações | Ref |
| --------------- | ------------------------ | -------------------------- | ----------------------- | ----------- | --- |
| 17 de janeiro   | Jim Carrey               | ator                       | Canadá / Estados Unidos |             |     |
| 5 de fevereiro  | Jennifer Jason Leigh     | atriz                      | Estados Unidos          |             |     |
| 17 de fevereiro | Lou Diamond Phillips     | ator                       | Filipinas               |             |     |
| 23 de fevereiro | Miguel de Leon           | ator                       | Venezuela               |             |     |
| 25 de fevereiro | Nuno Homem de Sá         | ator                       | Portugal                |             |     |
| 27 de fevereiro | Adam Baldwin             | ator                       | Estados Unidos          |             |     |
| 21 de março     | Matthew Broderick        | ator                       | Estados Unidos          |             |     |
| 25 de março     | Marcia Cross             | actriz                     | Estados Unidos          |             |     |
| 12 de maio      | Emilio Estevez           | ator                       | Estados Unidos          |             |     |
| 24 de maio      | Luiza Brunet             | modelo, atriz e empresária | Brasil                  |             |     |
| 10 de junho     | Gina Gershon             | atriz e cantora            | Estados Unidos          |             |     |
| 10 de junho     | Carolyn Hennesy          | atriz                      | Estados Unidos          |             |     |
| 10 de junho     | Vincent Pérez            | ator                       | Suíça                   |             |     |
| 25 de junho     | Cláudio Besserman Vianna | humorista                  | Brasil                  | m. 2006     |     |
| 3 de julho      | Tom Cruise               | ator                       | Estados Unidos          |             |     |
| 31 de julho     | Wesley Snipes            | ator                       | Estados Unidos          |             |     |
| 6 de agosto     | Michelle Yeoh            | atriz                      | Malásia                 |             |     |
| 28 de agosto    | David Fincher            | realizador                 | Estados Unidos          |             |     |
| 13 de outubro   | Kelly Preston            | atriz                      | Estados Unidos          | m. 2020     |     |
| 11 de novembro  | Demi Moore               | atriz                      | Estados Unidos          |             |     |
| 14 de novembro  | Laura San Giacomo        | atriz                      | Estados Unidos          |             |     |
| 19 de novembro  | Jodie Foster             | atriz e realizadora        | Estados Unidos          |             |     |
| 28 de Novembro  | Jon Stewart              | humorista                  | Estados Unidos          |             |     |
| 29 de novembro  | Andrew McCarthy          | ator                       | Estados Unidos          |             |     |
| 6 de dezembro   | Antonio Calloni          | ator                       | Brasil                  |             |     |
| 9 de dezembro   | Felicity Huffman         | atriz                      | Estados Unidos          |             |     |
| 22 de dezembro  | Glen Goei                | produtor e diretor         | Singapura               |             |     |
| 22 de dezembro  | Ralph Fiennes            | ator                       | Reino Unido             |             |     |
| 31 de dezembro  | Pedro Cardoso            | ator                       | Brasil                  |             |     |

## Mortes
| Data           | Nome             | Profissão                       | Nacionalidade            | Observações | Ref |
| -------------- | ---------------- | ------------------------------- | ------------------------ | ----------- | --- |
| 10 de abril    | Michael Curtiz   | realizador                      | Hungria / Estados Unidos | n. 1886     |     |
| 19 de junho    | Frank Borzage    | realizador                      | Estados Unidos           | n. 1894     |     |
| 5 de agosto    | Marilyn Monroe   | atriz                           | Estados Unidos           | n. 1926     |     |
| 6 de outubro   | Tod Browning     | realizador, ator e argumentista | Estados Unidos           | n. 1880     |     |
| 15 de dezembro | Charles Laughton | ator                            | Estados Unidos           | n. 1899     |     |